# Reichenbachia hardyi
Reichenbachia hardyi är en skalbaggsart som beskrevs av Park 1956. Reichenbachia hardyi ingår i släktet Reichenbachia och familjen kortvingar. Inga underarter finns listade i Catalogue of Life.